# Are We Not Men? We Are Diva!
Are We Not Men? We Are Diva! è il settimo album studio della cover band statunitense Me First and the Gimme Gimmes pubblicato per la Fat Wreck Chords nel 2014. Come nelle precedenti produzioni della band anche questo album si concentra su un particolare genere musicale: in tal caso si tratta di rivisitazioni in chiave punk rock di brani di famose cantanti.

## Tracce
1. I Will Survive – 2:27 – (Versione originale: Gloria Gaynor)
2. Straight Up – 2:59 – (Versione originale: Paula Abdul)
3. Believe – 3:08 – (Versione originale: Cher)
4. Beautiful – 2:12 – (Versione originale: Christina Aguilera)
5. My Heart Will Go On – 2:44 – (Versione originale: Céline Dion)
6. I Will Always Love You – 2:12 – (Versione originale: Dolly Parton / Whitney Houston)
7. Top of the World – 2:09 – (Versione originale: The Carpenters)
8. Speechless – 3:19 – (Versione originale: Lady Gaga)
9. Karma Chameleon – 3:45 – (Versione originale: Culture Club)
10. Crazy for You – 2:48 – (Versione originale: Madonna)
11. On the Radio – 3:36 – (Versione originale: Donna Summer)
12. The Way We Were – 2:53 – (Versione originale: Barbra Streisand)

Durata totale: 34:12

## Formazione
- Spike Slawson - voce
- Joey Cape - chitarra ritmica
- Chris Shiflett - chitarra solista
- Fat Mike - basso, voce
- Dave Raun - batteria